# Warrea warreana
Warrea warreana é uma espécie de  planta do gênero Warrea e da família Orchidaceae.

## Taxonomia
A espécie foi descrita em 1955 por Charles Schweinfurth.
Os seguintes sinônimos já foram catalogados:
- Maxillaria warreana  Lodd. ex Lindl.
- Aganisia tricolor  Bentham
- Warrea bidentata  Lindl.
- Warrea grandiflora  Rolfe
- Warrea hookeriana  (Rchb.f.) Rolfe
- Warrea lindeniana  Henfr.
- Warrea speciosa  Schltr.
- Warrea tricolor bidentata  (Lindl.) Stein
- Warrea tricolor stapelioides  Rchb.f.
- Warrea tricolor unijugata  Hort.
- Warrea unijugata  Regel
- Warrea tricolor  Lindl.
- Warrea warreana  (Lodd. ex Lindl.) A.D.Hawkes

## Forma de vida
É uma espécie terrícola e herbácea.

## Genética
O número de cromossomos de Warrea warreana é 2n = 48.

## Conservação
A espécie faz parte da Lista Vermelha das espécies ameaçadas do estado do Espírito Santo, no sudeste do Brasil. A lista foi publicada em 13 de junho de 2005 por intermédio do decreto estadual nº 1.499-R.

## Distribuição
A espécie é encontrada na América do Sul, incluindo os estados brasileiros de Minas Gerais, São Paulo e Rio Grande do Sul e na Argentina.
A espécie é encontrada no domínio fitogeográfico de Mata Atlântica, em regiões com vegetação de mata ciliar, floresta estacional semidecidual e floresta ombrófila pluvial.